# Kurima
Kurima (in ungherese Kurima, in tedesco Kurein) è un comune della Slovacchia facente parte del distretto di Bardejov, nella regione di Prešov.

## Storia
Il villaggio viene citato per la prima volta nel 1327 come sede dell'omonima Signoria. I suoi domini si estero ai circostanti villaggi di Černina, Dubinné, Hažlín, Hrabovec, Komárov, Šarišské Čierne, Šašová e Ortuťová. Nel 1352 passò dai Fóny ai Cudar e nel XV secolo alla Signoria di Makovica. Nel 1367 aveva ottenuto il privilegio di città e di poetrsi amministrare secondo il proprio diritto. Fu seriamente danneggiata durante le guerre del XVI secolo. Nel XVII secolo i suoi artigiani si riunirono in potenti corporazioni.  Nel XIX secolo passò dai Szirmay agli Erdôdy.
Secondo la leggenda il nome del villaggio deriva quello di San Quirino a cui era originariamente dedicata la chiesa del paese.